# Moka (Maurícia)
Moka é uma vila na ilha Maurícia, capital do distrito de Moka. A cidade possui uma população geral de 8.845 habitantes no censo de 2010.